# Зак Бойчук
Зак Бойчук (англ. Zach Boychuk, нар. 4 жовтня 1989, Ердрі) — канадський хокеїст, центральний нападник клубу НЛА «Фрібур-Готтерон».

## Ігрова кар'єра
Вихованець хокейної школи «Форт Мак-Леод Пантерс». Виступав за «Летбридж Гаррікейнс» (АХЛ).
2008 року був обраний на драфті НХЛ під 14-м загальним номером командою «Кароліна Гаррікейнс». 4 жовтня 2008 Зак уклав трирічний контракт початкового рівня з «ураганами». 17 жовтня 2008 він дебютував у матчі проти «Лос-Анджелес Кінгс». Бойчук став другим гравцем «Кароліна» хто відіграв дебютний матч в перший рік драфту після Еріка Стаала в 2003. Провівши дві гри за «Гаррікейнс» його повернули до «Летбридж Гаррікейнс».
10 квітня 2009 Зак перейшов до «Олбані Рівер-Ретс» (АХЛ). Сезон 2010–11 провів у складі «Шарлотт Чекерс».
Свій перший гол у НХЛ канадець закинув 3 лютого 2010 у матчі проти «Нью-Джерсі Девілс». 29 грудня 2010 Зак відзначився двома голами в грі проти «Оттава Сенаторс».
31 січня 2013 Бойчук перейшов до «Піттсбург Пінгвінс», а вже 5 березня 2013 до «Нашвілл Предаторс». 21 березня 2013 він поверувся до «Гаррікейнс» та опинився у фарм-клубі «Шарлотт Чекерс». 6 грудня 2013 його викликали до основи «Кароліни» через травму старожила команди Майка Комісарека.
7 липня 2015 Зак підписав однорічну угоду з «ураганами». Правда сезон 2015–16 він провів спочатку у складі «Шарлотт Чекерс», а завершив захищаючи кольори «Бейкерсфілд Кондорс».
8 вересня 2016 на правах вільного агента Зак погодився на проведення тренувльного збору в клубі «Аризона Койотс» але зрештою переїхав в Європу, де виступав за «Сибір», через рік за «Слован» (Братислава).
1 червня 2018 Бойчук приєднався до свого третього клубу КХЛ «Сєвєрсталь». 19 листопада 2018 він покинув Росію та перейшов до швейцарської команди «Берн».
27 грудня 2019 канадець перейшов до іншого швейцарського клубу «Фрібур-Готтерон».

## На рівні збірних
У складі молодіжної збірної Канади учасник чемпіонатів світу 2008 і 2009. У складі юніорської збірної Канади учасник чемпіонату світу 2007.

## Досягнення та нагороди
- Переможець молодіжного чемпіонату світу — 2008, 2009.
- Нагорода Віллі Маршалла — 2014.

## Статистика

### Клубні виступи
| Сезон        | Клуб                  | Ліга         | Регулярний сезон | Регулярний сезон | Регулярний сезон | Регулярний сезон | Регулярний сезон | Плей-оф | Плей-оф | Плей-оф | Плей-оф | Плей-оф |
| Сезон        | Клуб                  | Ліга         | І                | Г                | П                | О                | ШХ               | І       | Г       | П       | О       | ШХ      |
| ------------ | --------------------- | ------------ | ---------------- | ---------------- | ---------------- | ---------------- | ---------------- | ------- | ------- | ------- | ------- | ------- |
| 2004–05      | УФА Бізонс            | АМХЛ         | 36               | 13               | 14               | 27               | 18               | 16      | 10      | 5       | 15      | 0       |
| 2005–06      | «Летбридж Гаррікейнс» | ЗХЛ          | 64               | 18               | 33               | 51               | 30               | 6       | 0       | 5       | 5       | 2       |
| 2006–07      | «Летбридж Гаррікейнс» | ЗХЛ          | 69               | 31               | 60               | 91               | 52               | —       | —       | —       | —       | —       |
| 2007–08      | «Летбридж Гаррікейнс» | ЗХЛ          | 61               | 33               | 39               | 72               | 80               | 18      | 13      | 8       | 21      | 6       |
| 2008–09      | «Кароліна Гаррікейнс» | НХЛ          | 2                | 0                | 0                | 0                | 0                | —       | —       | —       | —       | —       |
| 2008–09      | «Летбридж Гаррікейнс» | ЗХЛ          | 43               | 28               | 29               | 57               | 22               | 11      | 7       | 6       | 13      | 12      |
| 2008–09      | «Олбані Рівер-Ретс»   | АХЛ          | 2                | 0                | 1                | 1                | 2                | —       | —       | —       | —       | —       |
| 2009–10      | «Кароліна Гаррікейнс» | НХЛ          | 31               | 3                | 6                | 9                | 2                | —       | —       | —       | —       | —       |
| 2009–10      | «Олбані Рівер-Ретс»   | АХЛ          | 52               | 15               | 21               | 36               | 24               | 8       | 3       | 2       | 5       | 4       |
| 2010–11      | «Шарлотт Чекерс»      | АХЛ          | 60               | 22               | 43               | 65               | 48               | 16      | 3       | 6       | 9       | 14      |
| 2010–11      | «Кароліна Гаррікейнс» | НХЛ          | 23               | 4                | 3                | 7                | 4                | —       | —       | —       | —       | —       |
| 2011–12      | «Шарлотт Чекерс»      | АХЛ          | 64               | 21               | 23               | 44               | 46               | —       | —       | —       | —       | —       |
| 2011–12      | «Кароліна Гаррікейнс» | НХЛ          | 16               | 0                | 2                | 2                | 0                | —       | —       | —       | —       | —       |
| 2012–13      | «Шарлотт Чекерс»      | АХЛ          | 49               | 23               | 20               | 43               | 16               | 5       | 3       | 3       | 6       | 4       |
| 2012–13      | «Кароліна Гаррікейнс» | НХЛ          | 1                | 0                | 0                | 0                | 0                | —       | —       | —       | —       | —       |
| 2012–13      | «Піттсбург Пінгвінс»  | НХЛ          | 7                | 0                | 0                | 0                | 2                | —       | —       | —       | —       | —       |
| 2012–13      | «Нашвілл Предаторс»   | НХЛ          | 5                | 1                | 1                | 2                | 4                | —       | —       | —       | —       | —       |
| 2013–14      | «Шарлотт Чекерс»      | АХЛ          | 69               | 36               | 38               | 74               | 55               | —       | —       | —       | —       | —       |
| 2013–14      | «Кароліна Гаррікейнс» | НХЛ          | 11               | 1                | 3                | 4                | 0                | —       | —       | —       | —       | —       |
| 2014–15      | «Кароліна Гаррікейнс» | НХЛ          | 31               | 3                | 3                | 6                | 4                | —       | —       | —       | —       | —       |
| 2014–15      | «Шарлотт Чекерс»      | АХЛ          | 39               | 12               | 12               | 24               | 14               | —       | —       | —       | —       | —       |
| 2015–16      | «Шарлотт Чекерс»      | АХЛ          | 56               | 9                | 16               | 25               | 24               | —       | —       | —       | —       | —       |
| 2015–16      | «Бейкерсфілд Кондорс» | АХЛ          | 16               | 3                | 2                | 5                | 16               | —       | —       | —       | —       | —       |
| 2016–17      | «Сибір»               | КХЛ          | 35               | 7                | 8                | 15               | 20               | —       | —       | —       | —       | —       |
| 2017–18      | «Слован» (Братислава) | КХЛ          | 35               | 11               | 13               | 24               | 38               | —       | —       | —       | —       | —       |
| 2018–19      | «Сєвєрсталь»          | КХЛ          | 25               | 2                | 2                | 4                | 8                | —       | —       | —       | —       | —       |
| 2018–19      | «Берн»                | НЛА          | 22               | 5                | 6                | 11               | 12               | 8       | 0       | 3       | 3       | 4       |
| 2019–20      | «Фрібур-Готтерон»     | НЛА          | 15               | 3                | 9                | 12               | 2                | —       | —       | —       | —       | —       |
| Усього в НХЛ | Усього в НХЛ          | Усього в НХЛ | 127              | 12               | 18               | 30               | 16               | —       | —       | —       | —       | —       |

### Збірна
| Рік              | Команда          | Турнір           | Місце            | І  | Г | П  | О  | ШХ |
| ---------------- | ---------------- | ---------------- | ---------------- | -- | - | -- | -- | -- |
| 2006             | Канада Пасифік   | U17              | 4-е              | 6  | 1 | 3  | 4  | 4  |
| 2006             | Канада           | МІГ18            | 1                | 4  | 0 | 2  | 2  | 4  |
| 2007             | Канада           | ЮЧС18            | 4-е              | 6  | 4 | 3  | 7  | 4  |
| 2008             | Канада           | МЧС              | 1                | 7  | 0 | 0  | 0  | 2  |
| 2009             | Канада           | МЧС              | 1                | 6  | 3 | 4  | 7  | 0  |
| Молодіжна збірна | Молодіжна збірна | Молодіжна збірна | Молодіжна збірна | 29 | 8 | 12 | 20 | 14 |